# Leon Van Buyten

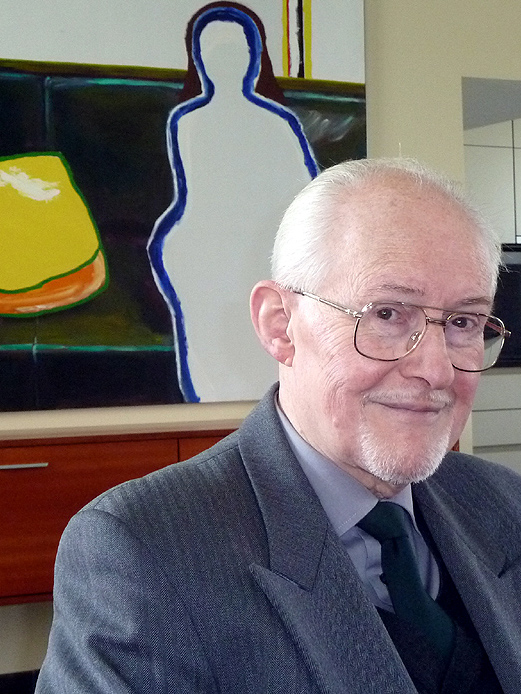

Leon Van Buyten (Heverlee, 14 maart 1939) is een Vlaams historicus en archivaris-paleograaf. Als hoofddocent doceerde hij aan de universiteiten van Leuven en Kortrijk.

## Opleiding en werk
Van Buyten studeerde geschiedenis aan de Katholieke Universiteit Leuven. In 1970 promoveerde hij tot Doctor Wijsbegeerte en letteren. In 1962 al behaalde hij het Staatsdiploma archivaris-paleograaf.
Van 1962 tot 1965 was Van Buyten Aspirant Nationaal Fonds voor Wetenschappelijk Onderzoek. Hij was archivaris voor het Rijksarchief Gent (1965) en werd professor aan de faculteit Letteren van K.U.Leuven en KULAK. Van Buyten was titularis van de vakken Kunst en economie, Economische geschiedenis, Statistiek voor historici. Van 1962 tot 1980 was hij lid van het wetenschappelijk werkcomité van het Stedelijk Museum Leuven onder de leiding van professor Jan Karel Steppe.
Van Buyten is lid van verscheidene wetenschappelijke verenigingen en publiceerde talloze wetenschappelijke werken en artikels over de Belgische economische geschiedenis en de Brabantse kunstgeschiedenis. Hij was stichtend lid en voorzitter van de Vrienden Leuvense Musea (1972-2009). Van Buyten was ook redacteur van 'Museumstrip' en 'Arca Lovaniensis' (1982-2009) en van 'De Brabantse Folklore en Geschiedenis' (1984-1996). In 2004 ging prof. dr. Van Buyten op emeritaat.

## Onderscheidingen
- Laureaat Koninklijke Academie voor Wetenschappen, Letteren en Schone Kunsten van België (1970)
- Medaille van Verdienste van de stad Leuven (2009)